# مدرسة ليسينج
مدرسة ليسينج في منطقة ويلستورف بمدينة هامبورغ الألمانية هي مدرسة حكومية تقدم تعليم ثانوي متكامل. يوجد في هذه المدرسة 1100 طالب و 111 معلم.

## الموقع والهندسة المعمارية
تتواجد هانهوبسفيلد (موقع مدرسة ليسينج) في جنوب منطقة فيلستورف وهي تتواجد قليلاً إلى مشرق شارع فينسينار. حجم المبنى الدراسي الخاص بالمدرسة هو حوالي 24.000 متر مربع.

## الخريجين المعروفين
- داغمار بيرغوف (من مواليد عام 1943) مذيع تلفزيوني ، حاصل على دبلوم المدرسة الثانوية عام 1962
- صوفي شوت (من مواليد عام 1974) ، ممثلة تلفزيونية وطالبة في مدرسة ليسينج الثانوية
- ميلاني ليونارد (من مواليد عام 1977) ، سياسية في (الحزب الاشتراكي الديمقراطي)
- إرين شين (مواليد 1984) ، لاعب كرة قدم وطالب في مدرسة ليسينج الثانوية

## روابط خارجية
- (باللغة الألمانية) موقع مدرسة ليسينج